# Томбар
Томбар (Тонбар, араб. طنبار) - село в Тунісі у муніципалітеті Сук-Ляхад вілаєту Кебілі. Розташоване поблизу автодороги між містами Кебілі та Таузар.
| Туніс | Це незавершена стаття з географії Тунісу. Ви можете допомогти проєкту, виправивши або дописавши її. |